# 아파도 웃을래
〈아파도 웃을래〉는 대한민국의 걸 그룹 레이디스 코드의 두 번째 싱글 앨범이다. 2015년 9월 7일에 발매되었으며, 지난 2014년 9월 빗길 교통사고로 사망한 레이디스코드의 두 멤버인 故은비와 故리세를 추모하기 위하여 만든 노래로 나머지 멤버 3명 애슐리, 주니, 소정이 앨범에 참여했다. 특히 멤버 소정은 직접 작사에 참여하였다.

## 곡 목록
모든 곡은 서의범, 서유석이 작곡·편곡, 서의범, 서유석, 소정이 작사를 했다. (가사가 없는 "아파도 웃을래 (Inst.)"는 제외)
| #            | 제목                      | 재생 시간 |
| ------------ | ------------------------- | --------- |
| 1.           | 〈아파도 웃을래〉         | 3:49      |
| 2.           | 〈아파도 웃을래 (Inst.)〉 | 3:47      |
| 총 재생 시간 | 총 재생 시간              | 7:36      |